# Вечность. В поисках окончательной теории времени
Вечность. В поисках окончательной теории времени (англ. From Eternity to Here: The Quest for the Ultimate Theory of Time) — научно-популярная книга американского физика-теоретика Шона М. Кэрролла. Книга была первоначально выпущена 7 января 2010 года издательством Dutton.

## Предыстория
В книге Кэрролл исследует природу стрелы времени, которая идет вперёд из прошлого в будущее, и утверждает, что стрела обязана своим существованием условиям до Большого взрыва. Однако рассуждения о том, что было до Большого взрыва, традиционно считалось бессмысленным, поскольку пространство и время считаются созданными именно во время Большого взрыва. Кэрролл утверждает, что «понимание стрелы времени — это вопрос понимания происхождения Вселенной», и в своих объяснениях опирается на второй закон термодинамики, который гласит, что все системы во Вселенной имеют тенденцию становиться все более и более дезорганизованными (увеличение энтропии). Стрела времени основана на идеях, восходящих к Людвигу Больцману, австрийскому физику XIX века.

## Реакция критики
Манджит Кумар в своём обзоре для The Daily Telegraph назвал книгу «полезным чтением», которое однако «не для слабонервных». Донна Боуман пишет в The A.V. Club: «Привлекательность книги заключается в даре Кэрролла проводить читателей через ход мысли, который связывает чёрные дыры, световые конусы, горизонты событий, демона Лапласа (или Максвелла), тёмную энергию и энтропию с вопросом времени… Как и все великие учителя, он делает свой предмет неотразимым и заставляет своих учеников чувствовать себя умнее». Рецензент Kirkus Reviews добавил: «Не для тех, кто не склонен к науке, но для решительных читателей, которые получат полезное понимание сложной темы».
Андреас Альбрехт в Physics Today дал книге в целом положительную рецензию, отметив, что попытки Кэрролла предоставить материал как для непрофессиональных, так и для опытных читателей могут иногда оставлять неудовлетворёнными и тех, и других. В своём обзоре для New Scientist философ Крейг Каллендер писал, что «Кэрролла, кажется, слегка смущают многочисленные прыжки веры, которые он просит у своего читателя», объясняя свою гипотезу происхождения стрелы времени. Оценка Эриком Винсбергом положений Кэрролла завершилась тем, что его концептуальные затраты «кажутся высокими, а выгоды — незначительными».